# Будни и праздники (фильм)
«Будни и праздники» — по одноимённому циклу рассказов (героическая драма) Юлиана Семёнова, 1961 год.

## Сюжет
Инженер Зотов назначается начальником самого дальнего — 306-го пикета на строительстве железнодорожной магистрали в тайге.
По первому снегу герой проходит половину пути и останавливается на ночлег у старого лесничего. Зотов становится невольным свидетелем не совсем постороннего разговора: двое рабочих, сбежавших с 306-го пикета, спорят о правомерности побега.
Радист Серго Маргелян (его играет будущий режиссёр Альберт Мкртчян), пожалев о своем поступке, возвращается с Зотовым на пикет, где очень скоро строители будут отмечать тройной праздник: встречу Нового года, сдачу 60-километрового участка магистрали и переселение из бараков в новый собственноручно построенный дом.
В гости к молодым строителям прилетят популярные актеры кино — Тамара Макарова, Сергей Филиппов, Виктор Хохряков…

## В ролях
- Владимир Толкунов — Виталий Николаевич Зотов, прораб 306 участка
- Альберт Мкртчян — радист Серго Маргелян
- Лев Круглый — Лёха
- Николай Волков — товарищ Наумов
- Александра Завьялова — Светлана
- Светлана Жгун — Нина
- Изиль Заблудовский — Силин
- Раднэр Муратов — Сейфуллин
- Владимир Волчик — Гостев
- Николай Кузьмин — Проценко
- Игорь Ефимов — Влас
- Петр Алейников — Юрин
- Юлиан Семенов — золотоискатель
- Александр Соколов — старик Крутиков
- Георгий Сатини — шофёр
- Сергей Филиппов — камео
- Виктор Хохряков — камео
- Тамара Макарова — камео
- Игорь Боголюбов — начальник автоколонны
- Анатолий Кириллов — Тёмкин
- Александр Густавсон —
- Сергей Дрейден —
- Георгий Тейх —

## Съёмочная группа
- Сценарист: Юлиан Семёнов
- Режиссёр: Владимир Шредель
- Оператор: Аполлинарий Дудко
- Композитор: Исаак Шварц
- Звукорежиссёр: Владимир Яковлев
- Художник-постановщик: Виктор Савостин
- Монтаж: М. Бернацкая

## Критика
Автор сценария к фильму Юлиан Семенов был весьма самокритичен.
Первый фильм по моему сценарию был поставлен на «Ленфильме» в начале 60-х годов, и назывался он «Будни и праздники». Там я впервые погрешил против себя. Я сделал ставку на традиционную «серьезность», постаравшись специально забыть о столь всегда меня привлекавшей занимательности. И зритель мне этого не простил. Фильм провалился, хотя там играл замечательный актер — Петр Мартынович Алейников.

## Дополнительные факты
- ч/б, 93 мин.
- Премьера: 7 января 1962
- Другое название: «Атланты»